# Тромбози та емболічні ускладнення після вакцинації проти COVID-19
Тромбози та емболічні ускладнення після вакцинації, які називають Вакциноіндукована імунна тромботична тромбоцитопенія, Вакциноспричинена протромботична імунна тромбоцитопенія, Синдром тромбозу з тромбоцитопенією, Імунна тромбоцитопенія та тромбоз, спричинені вакцинацією, або Асоційована з вакцинацією тромботична тромбоцитопенія, є рідкісними видом синдрому порушення згортання крові, які початково спостерігалися у низки осіб, які перед цим отримували щеплення вакциною Oxford–AstraZeneca проти COVID-19 (AZD1222) під час пандемії COVID-19. Зрідка цей синдром спостерігався також після щеплення вакциною Johnson & Johnson, що призвело до призупинення її використання в низці країн аж до закінчення нового дослідження щодо безпечності її застосування.
У квітні 2021 року компанія «AstraZeneca» та Європейське агентство з лікарських засобів оновили інформацію для медичних працівників про «AZD1222», та повідомили, що «вважається правдоподібним», що існує причинний зв'язок між вакцинацією та виникненням тромбозу в поєднанні з тромбоцитопенією, і що, «хоча такі побічні явища зустрічаються дуже рідко, ймовірність їх виникнення перевищує ймовірність їх виникнення в загальній популяції». Побічні явища нерідко спостерігаються після вакцинації проти COVID-19, проте зазвичай вони є легкими і короткочасними.

## Ознаки та симптоми
Тромбоз, пов'язаний з вакцинацією проти COVID‑19, може виникнути через 4–28 днів після її проведення, та найчастіше спостерігається у жінок віком до 55 років. Найчастіше спостерігаються наступні види тромбозів: тромбоз венозних синусів твердої мозкової оболони і тромбоз системи ворітної вени. Тромбоз венозного синуса головного мозку може спричинити сильний головний біль, симптоми, схожі на інсульт (слабкість кінцівок та/або м'язів обличчя), судоми та кому. Тромбоз системи ворітної вени спричинює біль у животі, асцит та шлунково-кишкову кровотечу. Можуть також виникати й інші форми тромбозу, зокрема однієї найпоширеніших його форм тромбоемболії легеневої артерії. Також повідомлено про випадки артеріального тромбозу. Зниження рівня тромбоцитів може проявлятися у вигляді петехій на віддалі від місця ін'єкції. Повідомлялося про випадки виникнення ДВЗ-синдрому після введення вакцини. ДВЗ-синдром може спричинити виникнення ряду симптомів, зокрема аномальну кровотечу, задишку, біль у грудній клітці, неврологічні симптоми, зниження артеріального тиску, та набряки.

## Етіологія
Рідкі випадки одночасного виникнення тромбоцитопенії та тромбозу після вакцинації проти COVID-19 спричинили занепокоєння відразу після реєстрації перших випадків цього синдрому. У багатьох випадках, коли після вакцинації COVID‑19 одночасно спостерігались гострий тромбоз і тромбоцитопенія, у крові цих хворих було виявлено антитіло проти тромбоцитарного фактору 4. Цей синдром здебільшого спостерігалось у частини хворих, яким вводили гепарин, але жоден із зареєстрованих випадків тромбозів після вакцинації проти COVID-19 не отримував гепарин. Рідше цей синдром раніше описувався як аутоімунне явище в осіб, які не отримували гепарину. Характерною ознакою тромбоцитопенії за наявності антитіл до тромбоцитарного фактору 4 є схильність до розвитку тромбозу, й це явище, за умови введення гепарину, називається гепарин-індукованою тромбоцитопенією.
Тромбоцитопенія часто спостерігається після або під час багатьох вірусних захворювань, і про її появу регулярно повідомлялося після внутрішньовенного введення векторів для перенесення генетичного матеріалу аденовірусів, хоча механізми її виникнення ще не з'ясовані. Поки що немає підтвердженого причинно-наслідкового зв'язку виникнення цього синдрому з вакцинацією проти COVID-19, проте Європейське агентство з лікарських засобів провело розслідування щодо можливих причинно-наслідкових зв'язків введення вакцин «AZD1222» та «Johnson & Johnson» з виникненням тромботичних ускладнень, поєднаних з тромбоцитопенією.
7 квітня 2021 року Європейське агентство з лікарських засобів зазначило, що набільш правдоподібним поясненням поєднання тромбів і низького рівня тромбоцитів є «імунна відповідь, що призводить до стану, подібного до того, що іноді спостерігається у людей, які лікуються гепарином», тобто тромбоцитопенії, індукованої гепарином.

## Діагностика
У Великій Британії лікарські професійні товариства на чолі з Королівським коледжем невідкладної медицини випустили рекомендації щодо діагностики випадків тромбозу після вакцинації проти COVID-19. Особі, в якої з'явились симптоми, що дають можливість запідозрити тромбоз, у період від 5 до 28 днів після введення вакцини, проводиться оцінювання ймовірності виникнення можливих тромботичних ускладнень, яке розпочинається з проведення повного аналізу крові (який включає визначення кількості тромбоцитів). Якщо кількість тромбоцитів знижена, то проводиться визначення рівнів D-димеру та фібриногену, при цьому рекомендується консультація експерта-гематолога, якщо вони перевищують певні граничні значення.

## Лікування
Професійні лікарські товариства рекомендують застосовувати в лікуванні тромбозу після вакцинації проти COVID-19 іншими видами антикоагулянтів замість гепарину, оскільки існує ймовірність того, що застосування гепарину може посилити тромботичні явища. Альтернативою застосування гепарину в залежності від ситуації можуть бути пероральні антикоагулянти прямої дії, аргатробан, фондапаринукс або данапароїд. Переливання тромбоцитарної маси не рекомендується, оскільки це також може посилити тромбоз. Згідно з рекомендаціями Британського гематологічного товариства застосовується введення внутрішньовенного імуноглобуліну для зниження рівня патогенних антитіл. При низькому рівні фібриногену може застосовуватися концентрат фібриногену або кріопреципітат.

## Епідеміологія
У Німеччині до квітня 2021 року Інститут Пауля Ерліха зареєстрував 31 тромбоз церебрального венозного синусу і 9 смертей з 2,7 мільйона вакцинованих AZD1222 у Німеччині. 2 квітня 2021 року Агентство з регулювання лікарських та медичних засобів Великої Британії повідомило про 22 випадки тромбозів та ще 8 випадків проблем зі згортанням крові, які пов'язані з низьким рівнем тромбоцитів після «ретельної перевірки» звітів про побічні явища під час вакцинації проти COVID-19. Інститут Пауля Ерліха також повідомив, що не виявив подібних випадків після застосування вакцини Pfizer–BioNTech проти COVID-19. Раніше Європейське агентство з лікарських засобів заявило, що зв'язок між дуже рідкісними випадками тромбозу та застосуванням вакцини AstraZeneca проти COVID-19 «не доведена, але можлива».
Згідно даних спостережень у Німеччині, тромбози після вакцинації проти COVID-19 спостерігались переважно в жінок старших 55 років. Однак, оскільки Німеччина раніше обмежувала введення вакцини AstraZeneca особами до 65 років, населення, вакциноване там цією вакциною, порівняно молодше, і, отже, включало більшу частку жінок, які приймали протизаплідні таблетки. Оскільки тромбози більш вірогідні в жінок, які використовують гормональні контрацептиви, цей характерний фактор ризику може впливати на зареєстроване переважання жінок, у яких спостерігалося це ускладнення після вакцинації. Велика Британія, навпаки, застосовувала на своїй території вакцини «Pfizer» і «AstraZeneca» переважно спочатку особам старших вікових груп, а потім поступово іншим групам зі зменшенням віку.
До 3 листопада 2021 року Агентство з регулювання лікарських та медичних засобів Великобританії повідомило про низку випадків тромбозів після введення вакцини «AstraZeneca», зафіксувавши 73 смерті з 425 випадків тромбозу (17 %) серед 24,9 мільйонів введених перших доз вакцини.

### Реєстрація випадків
За даними Європейського агентства з лікарських засобів станом на 28 березня 2021 року зареєстрована кількість випадків емболії та тромбозу після вакцинації нижча, ніж рівень таких випадків у загальній популяції. Однак специфічний синдром, тобто випадки емболічних і тромботичних подій у поєднанні з низьким рівнем тромбоцитів у випадках після вакцинації, підвищив ймовірність зв'язку між вакцинацією та відносно рідкісним синдромом. Європейське агентство з лікарських засобів також повідомило, що немає доказів того, що ці випадки спричинені вакцинацію, але поки що не можна повністю виключити цю можливість. Також Європейське агентство з лікарських засобів повідомило, що особам, у яких після вакцинації спостерігались симптоми, які можуть свідчити про тромбоз, зокрема задишка, помутніння зору, та сильний або постійний головний біль, слід звернутися за медичною допомогою.
7 квітня 2021 року на брифінгу для преси виконавчий директор Європейського агентства з лікарських засобів Емер Кук розпочала свій виступ з таких слів: «Наш комітет з безпеки, Комітет з оцінки ризиків фармаконагляду Європейського агентства з лікарських засобів, підтвердив, що переваги вакцини AstraZeneca для запобігання COVID‑19 загалом переважають ризики побічних ефектів. COVID‑19 — це дуже серйозна хвороба з високим рівнем госпіталізації та смертності, і кожен день вона досі спричиняє тисячі смертей у всьому ЄС. Ця вакцина виявилася високоефективною, вона запобігає важким випадкам хвороби і госпіталізації, а також рятує життя. Вакцинація надзвичайно важлива, щоб допомогти нам у боротьбі з COVID‑19, і ми повинні використовувати вакцини, які ми маємо, щоб захистити себе від руйнівних наслідків хвороби». Далі вона сказала: «Після дуже глибокого аналізу комітет з оцінки ризиків фармаконагляду дійшов висновку, що зареєстровані випадки незвичайного порушення згортання крові після вакцинації вакциною AstraZeneca повинні бути враховані як можливі побічні ефекти вакцини». На тому ж брифінгу доктор Саміна Штраус з комітету з оцінки ризиків фармаконагляду підтвердила: «наш висновок полягає в тому, що ці порушення згортання крові є дуже рідкісними побічними ефектами вакцини».
7 квітня 2021 року Агентство з регулювання лікарських та медичних засобів Великої Британії провело прес-конференцію, на якій представники агентства повідомили, що хоча немає доказів того, що вакцинація вакциною AstraZeneca спричинила появу рідкісних випадків тромбозу, але зі збільшенням числа таких випадків імовірність зв'язку випадків тромбозу з вакцинацією стає сильнішою. Велика Британія має намір запропонувати альтернативні види вакцин особам молодшим 30 років. Причина полягає в тому, що у віковому діапазоні 20—29 років користь від вакцинації для особи була меншою, оскільки ймовірність шкоди від COVID-19 для них менша й ближча до потенційного ризику шкоди від вакцинації (при середньому ризику впливу інфікування COVID-19 становив 60 на 100 тисяч). Для старших вікових груп співвідношення користі та ризику від вакцинації зросло в бік користі.
Також 7 квітня 2021 року в попередній заяві ВООЗ повідомлено, що її консультативний орган з безпеки лікарських препаратів визнав будь-який «причинний зв'язок» між рідкісними випадками тромбозів та введенням вакцини AstraZeneca «правдоподібними, але не підтвердженими».
20 квітня 2021 року комітет з безпеки Європейського агентства з лікарських засобів виявив «можливий зв'язок з дуже рідкісними випадками тромбозу з тромбоцитопенією» при застосуванні вакцини Johnson & Johnson; і ухвалив рішення, щоб це рідкісне явище, подібне до тих, що спостерігались при застосуванні вакцини AstraZeneca, зазначався в інструкції як дуже рідкісний побічний ефект. Європейське агентство з лікарських засобів і надалі стверджувало, що загальне співвідношення користі та ризику застосування вакцини Johnson & Johnson залишається позитивним.
16 грудня 2021 року Центри з контролю та профілактики захворювань у США рекомендували віддавати перевагу вакцинам Moderna та Pfizer-BioNTech перед вакциною Johnson & Johnson у зв'язку зі зростанням стурбованість щодо появи поодиноких випадків тромбозів після її застосування. Вакцину Johnson & Johnson все одно слід вводити особам, які наполягають на введенні їм саме цієї вакцини.

## Історія виявлення

### Залучені організації
Глобальна безпека вакцин належить до компетенції Всесвітньої організації охорони здоров'я, зокрема її всесвітнього консультативного комітету з безпеки вакцин. Інші органи регулювання лікарських засобів, які значною мірою залучені до регуляції безпеки вакцин, включають:
- Європейське агентство з лікарських засобів, регіональний регуляторний орган ЄС.
- Агентство з регулювання лікарських та медичних засобів Великої Британії, медичний регуляторний орган Великої Британії.
- Інститут Пауля Ерліха), німецьке федеральне агентство, яке контролює федеральне міністерство охорони здоров'я Німеччини, що займається безпекою вакцин та біомедичних препаратів, та співпрацює з ВООЗ.[45]

### Перші випадки синдрому
Низка вакцин проти COVID‑19 отримали схвалення та розпочали масово застосовуватися ще в грудні 2020 року, а з початку 2021 року масштаби вакцинації почали наростати, серед цих вакцин була й вакцина Oxford–AstraZeneca проти COVID‑19, заснована на аденовірусному векторі, та отримала міжнародну назву назвою AZD1222.
11 березня 2021 року Європейське агентство з лікарських засобів опублікувала заяву, в якій зазначається, що в Данії призупинено вакцинацію вакциною AstraZeneca у зв'язку зі смертю вакцинованого внаслідок тромбозу. Зазначено, що були повідомлення про випадки тромбозу й в інших вакцинованих осіб, і що його комітет безпеки лікарських засобів агентства вже розглядає такі випадки, хоча й кількість тромбоемболічних подій у вакцинованих осіб не вища, ніж у загальній популяції.
19 березня 2021 року всесвітній консультативний комітет з безпеки вакцин Всесвітньої організації охорони здоров'я опублікував заяву щодо побоювань щодо безпечності вакцини AstraZeneca, зокрема щодо випадків тромбоемболії з тромбоцитопенією, в якій сказано, що після огляду доступних даних і висновків визнано, що «застосування вакцини AstraZeneca має позитивний профіль щодо співвідношення ризик-користь, з величезним потенціалом для запобігання випадкам хвороби та зниження смертності в усьому світі».
У своєму оновленні попереджень щодо безпеки лікарських препаратів від 29 березня 2021 року Європейське агентство з лікарських засобів зазначило, що розпочало дослідження дуже рідкісних випадків емболічних і тромботичних подій у поєднанні з тромбоцитопенією і пов'язаними з ними кровотечами, включаючи ДВЗ-синдром та тромбоз синусів твердої мозкової оболони, зазначивши, що будь-який зв'язок з вакциною AstraZeneca не доведений, але не може бути виключений. Агентство також ініціювало оцінку всіх вакцин проти COVID‑19, які використовуються в ЄС що ймовірної появи при їх застосуванні імунної тромбоцитопенії, наслідком якої можуть стати синці і кровотечі, водночас вказуючи, що до цього моменту зв'язку появи випадків тромбозу з тромбоцитопенією з будь-якою з вакцин проти COVID-19 не було встановлено.
7 квітня 2021 року Європейське агентство з лікарських засобів зазначило, що рідкісні випадки тромбозу з тромбоцитопенією повинні бути внесені до списку дуже рідкісних побічних ефектів вакцини AstraZeneca проти COVID‑19, а ВООЗ і Агентство з регулювання лікарських та медичних засобів Великої Британії в той же день опублікували в цілому подібні заяви. Жодна з організацій на той час не знайшла підтвердженого причинно-наслідкового зв'язку між введенням вакцини та випадками тромбозу, але повідомила про них з великою пересторогою.
Основна частина публікації комітету з оцінки ризиків фармаконагляду Європейського агентства з лікарських засобів, оприлюдненої 9 квітня 2021 року, вказувала, що комітет також вивчав 4 випадки рідкісних випадків тромбозу з тромбоцитопенією, включно одну смерть, серед осіб, яким вводили вакцину Johnson & Johnson. Вакцина Johnson & Johnson схвалена, але вакцинація нею в ЄС ще не розпочалася, хоча вакцинація нею триває в США. Комітет зазначив, що поки що не встановлено, чи існує причинно-наслідковий зв'язок випадків тромбозу із введенням цієї вакцини. Якщо такий зв'язок буде виявлено, то комітет прийме необхідне регуляторне рішення, найімовірнішим з яких буде оновлення інформації про побічні ефекти вакцини.

### Заходи з боротьби та профілактики синдрому
Початкові повідомлення про випадки тромбозів з тромбоцитопенією після вакцинації проти COVID-19 вказували на те, що частота виявлення специфічних випадків тромбозу може бути вищою для жінок молодшого віку, пізніше Агентство з регулювання лікарських та медичних засобів Великої Британії виявило випадки цього синдрому в обох статей і всіх вікових групах, і дані британського агентства змінили думку, що ці специфічні випадки тромбозу більш поширені у вакцинованих вакциною AstraZeneca осіб молодшого віку.
ВООЗ після виявлення перших випадків синдрому тромбозу з тромбоцитопенією продовжив підкреслювати, що введення вакцин ґрунтується на аналізі ризику та користі їх застосування. Деякі змінні, які можуть бути враховані в такому аналізі, включають ризик зараження людини COVID-19, що корелює з рівнем захворюваності в місці проживання особи, а також переваги для цієї особи у разі вакцинації та впливу COVID-19, що змінюються в залежності від віку особи, у порівнянні з будь-якими ризиками вакцинації для цієї особи.

#### Регіональні та національні заходи
Консультативна група уряду канадської провінції Онтаріо рекомендувала не використовувати гепарин для лікування тромбозу після вакцинації, поки не буде отримано більше даних про синдром.
У зв'язку з занепокоєнням у зв'язку з виявленням нетипових випадків тромбозів Німеччина призупинила введення вакцини AstraZeneca особам віком до 60 років; змінивши правила її застосування, оскільки раніше застосування цієї вакцини було призупинено особам старших 65 років через обмежені дані про її ефективність для цієї вікової групи на той час.
Після кількох днів призупинення застосування вакцини AstraZeneca міністерство охорони здоров'я, добробуту та спорту Нідерландів вирішило продовжити введення вакцини лише особам старшим 60 років.
8 квітня 2021 року Австралійська технічна консультативна група з імунізації повідомила уряду Австралії, що вакцина Pfizer проти COVID‑19 рекомендована замість вакцини AstraZeneca для дорослих віком до 50 років. Порада базувалася на зростаючому ризику тяжких наслідків від COVID-19 у літніх людей (і, отже, більшої користі від вакцинації) та потенційно підвищеному ризику тромбозу з тромбоцитопенією після вакцинації AstraZeneca у осіб до 50 років. Вакцина AstraZeneca як і раніше рекомендована технічною групою для осіб старших 50 років, а також для осіб молодше 50 років, які вже отримали першу дозу без побічних ефектів. У штаті Вікторія, були повідомлення про те, що частину осіб у віці до 50 років відмовляли від проведення вакцинації, незважаючи на підтвердження запису на вакцинацію. Передбачалося, що австралійський уряд розробить спеціальну процедуру отримання згоди для людей віком до 50 років, які вирішать отримати вакцину AstraZeneca.

## Дослідження
Дослідження, проведене групою британських гематологів 19 березня 2021 року, лише через два дні після виявлення перших випадків синдрому, які опублікували свої висновки в журналі «The New England Journal of Medicine» щодо встановлення критеріїв визначення випадку цього синдрому. Дослідження проведено на 294 особах, у яких буля явища тромбоцитопенії та тромбозу після отримання першої дози вакцини AstraZeneca проти COVID‑19, що показувало незалежний зв'язок між вихідним рівнем тромбоцитів і наявністю внутрішньочерепного крововиливу. Дослідження встановило, що 85 % хворих, які мали цей синдром, були у віці до 60 років, і що ті хворі, які в анамнезі мали тромбоз або розлади згортання крові, не мали підвищеного ризику появи цього синдрому. Дослідження показало загальний рівень смертності при появі синдрому в 22 %, і встановило плани додаткових досліджень для визначення генетичних факторів, які можуть підвищити ризик появи синдрому тромбозу з тромбоцитопенією після вакцинації проти COVID-19, і визначення потенційних засобів для лікування цього синдрому.